# Бертита Хардинг
Бертита Хардинг (1. новембар 1902, Нирнберг, Баварска – 31. децембар 1971, Мексико Сити) била је краљевски немачки биограф са лаким и понекад хумористичним стилом који ју је учинио популарном ауторком.
Њену књигу Phantom Crown, биографију живота цара Максимилијана од Мексика и његове супруге Шарлоте, Џон Хјустон је претворио у сценарио за филм Хуарез (1939). Magic Fire, њена биографија Рихарда Вагнера, приређена је за филм Вилијама Дитерлеа 1955. године.

## Биографија
Рођена је као Бертита Карла Камил Ленарц 1. новембра 1902. у Нирнбергу, у Баварској. Њен отац, Емил Ленарц, био је инжењер из Рајнске области. Док је радио на пројекту јавне уличне расвете у Будимпешти 1896. године, оженио се мађарском грофицом Шаролтом Посе-Кароли. Пар је имао петоро деце, од којих је двоје умрло 1903. године током избијања дифтерије.
Године 1904. породица се накратко преселила у Берлин, а следеће године у Мексико Сити где је отац радио као генерални директор мексичке индустрије челика. Ту је Бертита одрасла и провела своје младе године. Њено детињство је било привилеговано. Похађала је католичку школу, путовала по Европи и Сједињеним Државама и научила немачки, шпански, енглески, мађарски и француски језик. Године 1912. породица се преселила у Монтереј. У то време је почела да учи клавир. Њени родитељи су јој одредили да настави каријеру концертног пијанисте.
Године 1923. послата је у Сједињене Државе да побољша свој енглески на Универзитету Висконсин. Док је била тамо, упознала је Џека Хардинга, Американца британског порекла, који је радио као рекламни агент. Венчали су се 7. октобра 1926. и настанили у Индијанаполису, у Индијани. Бертита је постала натурализована америчка држављанка 1927. године и почела је да ниже успехе као концертни пијаниста.
Са 28 година, напустила је каријеру пијанисте и почела да пише књигу Phantom Crown: The Story of Maximilian and Carlota of Mexico. Књига се добро продавала. У наредним годинама наставила је да објављује више књига о краљевским породицама и постала је позната ауторка. Фирма Бобс-Мерил из Индијанаполиса објавила је већину њених књига.
Њену прву књигу Џон Хјустон је претворио у сценарио за филм Хуарез (1939). На позив Warner Bros.-а, студија који је направио филм Хуарез, преселила се са супругом у Холивуд 1940. године пошто јој је понуђен посао писца у студију. Зиме је проводила у Индијанаполису, а лета у Мексику.
Године 1940. путовала је у Бразил који је инспирисао њене књиге о бразилској Кући Браганза. Следеће године је започела каријеру као предавач и одржала је више од 120 предавања широм Сједињених Држава. Током Другог светског рата, њен муж је служио као потпуковник и она је продавала ратне обвезнице као подршку трупама. У другом делу 1940-их Бертита је објавила The Land Columbus loved, путописну књигу коју је написала са мужем, и Mosaic, in the Fountain, аутобиографску књигу која обухвата њено детињство. Пар је имао активан друштвени живот и много је путовао док је Бертита наставила своју серију предавања широм Сједињених Држава.
Након смрти њеног мужа 1953. године, продала је своју кућу у Индијанаполису и трајно се преселила у Мексико Сити. Њена биографија Рихарда Вагнера је снимљена у немачком филму, Magic Fire, од стране Вилијама Дитерлеа 1955. године. Присуствовала је премијери филма у Лондону.
Године 1957. удала се за грофа Јозефа Радецког. Пар је усвојио четворогодишње мексичко сироче по имену Катја, али је брак трајао мање од годину дана.
Године 1961. објавила је своју последњу књигу Concerto: a biography of Clara Schumann. Бертита се повукла у своју шпанску вилу у Ломасу од Чапултепека, проводећи своје време сликајући. Није завршила биографију Хајла Селасија, цара Етиопије. Борила се против рака дојке који је метастазирао у кости.
У мају 1971. удала се за Халстеда П. Каунслмена, америчког бизнисмена који јој је годинама био пријатељ. Умрла је исте године 31. децембра 1971.

## Књиге
- Phantom Crown: The Story of Maximilian and Carlota of Mexico, Bobbs-Merrill, 1934, reprinted, Harrap, 1935, Blue Ribbon Books, 1939, 2nd edition, 1960.
- Royal Purple: The Story of Alexander and Draga of Serbia, Bobbs-Merrill, 1935.
- Golden Fleece: The Story of Franz Joseph and Elizabeth of Austria, Bobbs-Merrill, 1937, reprinted, Blue Ribbon Books, 1940.
- Farewell Toinette: The Story of Marie Antoinette, Bobbs-Merrill, 1938.
- Imperial Twilight: The Story of Karl and Zita of Hungary, Bobbs-Merrill, 1939.
- Hungarian Rapsody: The Portrait of an Actress (Camille Feher de Vernet), Bobbs-Merrill, 1940, reprinted, George G. Harrap 1941.
- Amazon Throne: The Story of the Branganzas of Brazil, Bobbs-Merrill, 1941, Swedish translation as: Kronta emigranter, Meden, 1942, Spanish translation as: Imperio Amazonica: historia de los Braganzas del Brasil, Ediciones Ercilla, 1943, Portuguese translation as: O Trono do Amzonos: a historia dos Bragancas do Brasil, 1944.
- Lost Waltz: A Story of Exile (the Habsburgs), Bobbs-Merrill, 1944, Portuguese translation as: O Tosao de ouro: a historia dos Habsburgos, J. Olympio.
- Age Cannot Wither: The Story of Duse and D'Annunzio, Lippincott, 1947.
- Southern Empire: Brazil, Coward, 1948.
- The Land Columbus Loved: The Dominican Republic, Coward, 1949, reprinted, Gordon Press, 1978.
- Mosaic in the Fountain (autobiography), Lippincott, 1949.
- Magic Fire: Scenes around Richard Wagner, Bobbs, 1953; Harrap, 1954 with the subtitle "The Story of Wagner's Life and Music" and a dust-wrapper by George Adamson.
- Concerto: The Glowing Story of Clara Schumann, Bobbs, 1961.
- (With Julia Frances Smith) Juliette Low (Daisy): Opera in 3 Acts, (score), 1972, reprinted as: Daisy: An Opera in Two Acts, Mowbray Music Publishers, 1977.